# Летак
Летак је један од средстава информисања и рекламирања. То је у данашње време најпопуларнија и најефикаснија метода оглашавања, пропаганде, продаје и сл. Штампају се у различитим величинама облицима и бојама. Летак се може дистрибуирати на неколико начина:
- слањем поштом
- убацивањем у поштанске сандучиће
- ручним дељењем на улици или неком другом јавном простору